# 甲斐オフィス
株式会社甲斐オフィス（かいオフィス、KAI OFFICE）は、日本の芸能事務所。1981年5月に設立された。もともとは甲斐バンドの事務所BEATNIKとして設立され、現在は甲斐よしひろの個人事務所となっている。

## 沿革
- 1981年5月、甲斐バンドの個人事務所BEATNIKとして設立。
- 2001年、レコード制作開始。第一弾作品『月の裏側 Complete of the My name is KAI Tour Vol.1』発売。
- 2006年、甲斐のプライベートスタジオStudio BLOOM設立。
- 2011年、甲斐のプライベートレーベルbloom label発足。第一弾作品『ホームカミング』発売。

## 概要
1981年、甲斐バンドがそれまで所属していた新興音楽出版社（現：シンコーミュージック・エンタテイメント）から独立し、BEATNIKとして設立された（当時の代表取締役は佐藤剛）。
かつて、甲斐バンドのマネジメント事務所だったころは、ファンクラブ機関誌『BEATNIK』を会員向けに発行していた。現在では、甲斐よしひろの個人事務所としてファンクラブBEAT VISIONがある。
2001年頃から、レコード制作を開始。甲斐関連のインディーズ作品を発売。現在では、プライベートスタジオStudio BLOOMを保有し、独自レーベル『bloom label』がある。

## 所属アーティスト
- 甲斐よしひろ
- 甲斐バンド

## KAI OFFICIAL FAN CLUB BEAT VISION
甲斐よしひろ・甲斐バンドのファンクラブ。会報誌『BEAT VISION』を年6回・奇数月に発行している。また、ファンクラブ限定のCDやDVDなどのファンクラブ限定グッズの販売も行っている。
- 年会費5000円
- 会員証発行
- 会報「BEAT VISION」年6回・奇数月に発行（号外あり）
- 継続記念品としてFCオリジナルグッズをプレゼント
- チケット優先予約
- 電話・メールでのインフォメーションサービス
- オリジナルグッズの通信販売
- ファンクラブ企画催し物への参加

## bloom label
甲斐のプライベートレーベル。2001年頃から、レコード制作を開始。甲斐関連のインディーズ作品を発売。長らくレーベル名はファンクラブ名か事務所名を使っていたが、2011年頃にレーベル『bloom label』が設立された。なお『bloom label』というレーベル名は現在、一般発売される作品でのみ使われており、FCや通信販売限定作品に対してはファンクラブ名か事務所名が使われる。原盤権は甲斐オフィスが保有している。なお、過去の作品も自由に取り扱っていることから、シンコーミュージック・エンタテイメントとともに作品の原盤権を保有していると考えられる。2006年頃にはプライベートスタジオStudio BLOOMを設立。
- レーベル
  - bloom label（主要レーベル。2011年以降、一般発売される作品に対して使われている。）
  - BEAT VISION/KAI OFFICE（bloom label以前の作品、またはFC・通販・ライブ会場限定販売作品に使われることが多い。）